# محمية كاريير ديه نيرفيان الطبيعية الإقليمية
محمية كاريير ديه نيرفيان الطبيعية الإقليمية هي منطقة محمية أنشئت في 25 مايو (أيار) 2009 في منطقة نور با دو كاليه شمال فرنسا لحماية المنطقة التي تحتوي على نباتات نادرة. تغطي محمية كاريير ديه نيرفيان الطبيعية الإقليمية مساحة تزيد قليلاً عن 3 هكتارات (7.4 فدان) من الأراضي الواقعة في بلديتي بافاي وسان فاست في مقاطعة نور با دو كاليه.
أُنشئت محمية كاريير ديه نيرفيان الطبيعية الإقليمية لحماية خمسة عشر نوعًا نباتيًا ذا أهمية إقليمية وثلاثة مجتمعات نباتية مُدرجة في توجيه الموائل. وترتبط نباتات المحمية بالكالسيوم الموجود في تربة المارل، حيث تقع المحمية في منطقة انتقالية بين المناخ المحيطي والمناخ شبه القاري، مما يُتيح تنوعًا حيويًا متزايدًا، حيث تضم المحمية أنواعًا نموذجية من المناطق الأطلسية وأخرى ذات طابع قاري. كما تلعب المحمية دورًا هاما كممر للحياة البرية.
يحتوي موقع محمية كاريير ديه نيرفيان الطبيعية الإقليمية على محجر قديم من الحجر الرملي يعود تاريخه إلى العصر الفاميني في أواخر العصر الديفوني، غير أنه ردم في سبعينيات القرن العشرين باستخدام الحجر الطيني. وأُعيد توطين أنواع رائدة في التربة الجديدة، والتي تتعايش مع التشجير القائم، مُشكلةً بذلك مزيجًا من الموائل.
تتولى جمعية مركز المبادرات الدائمة للبيئة، وهي منظمة غير حكومية، إدارة المحمية. ويتمثل الهدف الرئيسي للمحمية في الحفاظ على التنوع البيئي الحالي. ولتحقيق هذه الغاية، تُكافح الإدارة المنتظمة بشكل رئيسي عمليات التشجير والأنواع الغازية، مثل عشبة العقدة اليابانية. أما الأهداف الثانوية فهي التثقيف البيئي، وتفسير التراث، وتحسين المعرفة بالحيوانات والنباتات، والرصد البيئي.